# Glafírovka
Glafirovka (del ruso: Глафировка) es un seló del raión de Shcherbínovski del krai de Krasnodar, en Rusia. Está situado en la costa del golfo de Taganrog del mar de Azov, al norte de la punta que lleva el nombre de la población, que separa el citado golfo del limán Yeiski, desembocadura del río Yeya, 24 km al nordeste de Staroshcherbínovskaya y 196 km al norte de Krasnodar, la capital del krai. Tenía 1 627 habitantes en 2010
Es cabeza del municipio Glafirovskoye.

## Historia
La localidad fue fundada en 1784 en el uyedz de Rostov de la gubernia de Yekaterinoslav, tras la inclusión de la región en el Imperio ruso desde el Imperio otomano. La propietaria de estas tierras era Glafira Románova. A partir de 1810 comenzó a poblarse de modo más intensivo con colonos rusos, ucranianos, alemanes, armenios y griegos. En 1897 tenía 3 368 habitantes.